# Rubikių ežeras ir jo apyežerės
Rubikių ežeras ir jo apyežerės este o arie protejată (arie specială de conservare — SAC, sit de importanță comunitară — SCI) din Lituania întinsă pe o suprafață de 1.631 ha, integral pe uscat.

## Localizare
Centrul sitului Rubikių ežeras ir jo apyežerės este situat la coordonatele 55°29′48″N 25°17′09″E / 55.4967°N 25.2858°E.

## Înființare
Situl Rubikių ežeras ir jo apyežerės a fost declarat sit de importanță comunitară în noiembrie 2006 pentru a proteja 2 specii de animale. Situl a fost protejat și ca arie specială de conservare în decembrie 2018.

## Biodiversitate
Situată în ecoregiunea boreală, aria protejată conține 2 habitate naturale: Lacuri eutrofice naturale cu vegetație de tip Magnopotamion sau Hydrocharition, Păduri caducifoliate bătrâne naturale hemiboreale fino-scandinave (Quercus, Tilia, Acer, Fraxinus sau Ulmus) bogate în specii epifite.
La baza desemnării sitului se află mai multe specii protejate de  mamifere (2): vidră de râu (Lutra lutra), liliac de iaz (Myotis dasycneme).
Pe lângă speciile protejate, pe teritoriul sitului au mai fost identificate 5 specii de plante, 4 specii de păsări, 6 specii de mamifere.